# 你是我的姐妹
《你是我的姐妹》，2015年中国都市情感剧，安徽广播电视台与四川省文采文化传播有限公司出品、该剧以三姐妹命运为主线。汇集娄艺潇，刘恺威，白冰(陳東)，刘雅瑟，张晨光，李溪芮等新生代人气偶像领衔主演，2014年8月23日开拍，11月7日杀青。於2015年5月10日绍兴公共频道地面首播，后在同年6月14日山东卫视和安徽卫视全国上星开播。

## 故事大綱
安靜（白冰飾）和安寧（婁藝瀟飾）是一對異卵雙胞胎。但她們的父親安有智（孫松飾）重男輕女。知道他的外遇懷有自己的兒子後，便騙現任妻子和他離婚，然後再娶外遇。外遇貪得無厭，竟然還要安靜和安寧之中選一個為自己的孩子。最初，安寧被選中為外遇的孩子，但安寧到了外遇家不斷搗亂，最後，是安靜在外遇的家長大。外遇最初對安靜不算差，但在外遇誕下孩子後，安有智才知道孩子是個女的，傷心欲絕。外遇溺愛自己親生的孩子安樂，便看安靜那裡都不好，所有累活全由安靜做。而安樂也非常討厭安靜，當自己的姐姐是一個傭人，還整天欺負她。安樂在外面逃課，偷家人的錢去打遊戲機，全都賴到安靜頭上。要不然就會把安靜有男朋友宋楊（楊錚飾）一事告知自己的父母。一次，安樂去打遊戲機，但被人販子拐走。外遇傷心不已。在三姊妹長大後，安樂誤入歧途；安靜經歷兩次感情失敗。安寧保護着自己的親情，亦獲得愛情，而安靜、安寧、安樂永遠都是好姐妹。

## 演员列表
| 演员   | 角色   | 介绍                                                                 |
| 娄艺潇 | 安寧   | 安家二女兒，石天明之妻，安意之養母，安靜之妹、安樂之姐。             |
| 刘恺威 | 石天明 | 安寧之夫，安意的養父，楊佳前男友。                                   |
| 白冰   | 安静   | 安家大姐，安寧、安樂之姐，許默軒之妻，安意之母。                     |
| 劉雅瑟 | 安樂   | 安家三妹。安靜、安寧之妹。                                           |
| 李溪芮 | 楊佳   | 千金小姐，張莉圓之女，曾喜歡石天明。                                 |
| 張晨光 | 蔣大偉 | 富商，石天明父親。                                                   |
| 梁愛琪 | 張莉圓 | 楊佳母亲，宋楊之女友。                                               |
| 楊錚   | 宋楊   | 安静前男友，張莉圓男友。                                             |
| 王玮   | 許默軒 | 安寧前男友，安静之夫，安意之父。                                     |
| 孙松   | 安有智 | 三姐妹的父亲，薛寶蓮之夫。                                           |
| 于明加 | 石若蘭 | 蒋大伟妻子，石天明母親                                               |
| 呂懌孌 | 安意   | 許默軒、安靜之女。石天明、安寧之養女兼姪女。安有智、薛寶蓮之外孫女。 |

## 播放平台
| 頻道              | 所在地 | 日期          | 時間      | 備註     |
| 绍兴公共频道      | 中国   | 2015年5月10日 | 每晚19:00 | 地面首轮 |
| 廣東珠江頻道      | 中国   | 2015年5月29日 | 每晚19:00 | 粤语配音 |
| 山东卫视/安徽卫视 | 中国   | 2015年6月14日 | 每晚19:30 |          |

## 音乐原声
| 歌曲             | 作词 | 作曲   | 演唱   | 备注   |
| 《你是我的姐妹》 | 梁芒 | 胡晓欧 | 徐海星 | 主题曲 |

## 奬項
- 2015国剧盛典 年度十大影响力电视剧

## 外部連結
- 《你是我的姐妹》的新浪微博
- 你是我的姐妹 安徽衛視專題（简体中文）
- 你是我的姐妹 山东卫视專題 （页面存档备份，存于）（简体中文）